# Kólpos Ierissoú
Kólpos Ierissoú är en bukt i Grekland. Den ligger i den nordöstra delen av landet, 280 km norr om huvudstaden Aten.